# Интернет-время
Интерне́т-вре́мя (англ. Swatch Internet Time) — концепция альтернативной системы отсчета времени суток, предложенная швейцарской компанией — производителем часов Swatch в 1998 году в рамках рекламной кампании.

## Концепция
Интернет-время разделяет сутки на 1000 «бито́в» (англ. beat, удар; не путать с битом, англ. bit, в информатике), каждый из которых длится 1 минуту и 26,4 секунды (86,4 секунды) и равен одной десятичной минуте во французском республиканском календаре. Символ интернет-времени — @. Таким образом, начало суток — 00:00:00 — обозначается @000, а конец суток — 23:59:59 — @999. Сторонними разработчиками была предложена дробная единица — сантибит, равная 864 миллисекундам.
По всей планете интернет-сутки начинаются в одно и то же время. За точку отсчёта принят меридиан швейцарского города Биль (UTC+01:00, летнее время не используется), в котором находится штаб-квартира компании Swatch. По словам создателей концепции, интернет-время не заменяет, а дополняет традиционное время, которое меняется по часовым поясам, а отсчитывается по Гринвичу.
Таким образом, как заявляли создатели концепции, стандартизируется время работы в Интернете и появляется возможность, например, проводить интернет-конференции или организовывать встречи друзей в Сети с меньшими сложностями.
В ряде операционных систем GNU/Linux была введена поддержка представления времени суток в виде интернет-времени. Также поддержка интернет-времени была встроена в сотовые телефоны Ericsson моделей T20, T28, T29 и в некоторые другие.

## Использование
В 2017 году обозреватель[кто?] отмечает, что около 2003 года революционная концепция отсчёта времени утратила поддержку, а современный мир продолжает пользоваться 24-часовыми сутками, и приводит предположение своего корреспондента[кто?], что компания Swatch никогда не намеревалась добиваться глобального внедрения концепции за счёт собственных ресурсов и достигла своих целей, реализовав партию часов на волне кратковременного всплеска интереса.